# جو كوب (ممثل)
جو كوب (بالإنجليزية: Joe Cobb)‏ هو ممثل أمريكي، ولد في 7 نوفمبر 1916 في الولايات المتحدة، وتوفي بنفس المكان في 21 مايو 2002.

## وصلات خارجية
- جو كوب على موقع IMDb (الإنجليزية)
- جو كوب على موقع أول موفي (الإنجليزية)
- جو كوب على موقع قاعدة بيانات الفيلم (الإنجليزية)